# Ковалькова Ольга Олександрівна
Ольга Олександрівна Ковалькова (біл. Вольга Аляксандраўна Кавалькова; нар. 26 січня 1984 року, Мінськ, БРСР) — білоруська політична діячка, юрист, бухгалтер, співголова незареєстрованої партії Білоруська Християнська Демократія і член Координаційної ради білоруської опозиції.

## Життєпис
Ольга Ковалькова народилася 26 січня 1984 року в Мінську .
У 2006 році закінчила Академію МВС Білорусі за фахом «юрист», в 2005 році отримала спеціальність «бухгалтер» в Республіканському інституті підвищення кваліфікації та перепідготовки кадрів і спеціальність «політолог» в Східноєвропейській школі політичних досліджень.
З 2004 по 2008 рік працювала в районних адміністраціях Мінська, потім юристкою, головою і головною бухгалтеркою в житлово-будівельних кооперативах, в 2011—2014 роках — лекторкою в Інституті підвищення кваліфікації.
З 2011 року є членкинею незареєстрованої партії «Білоруська християнська демократія». На цю мить — співголова БХД.

## Політична кар'єра

### Парламентські вибори 2019
У 2019 році Ковалькова висувалася кандидатом в депутати у мінському Пушкінському окрузі № 103.

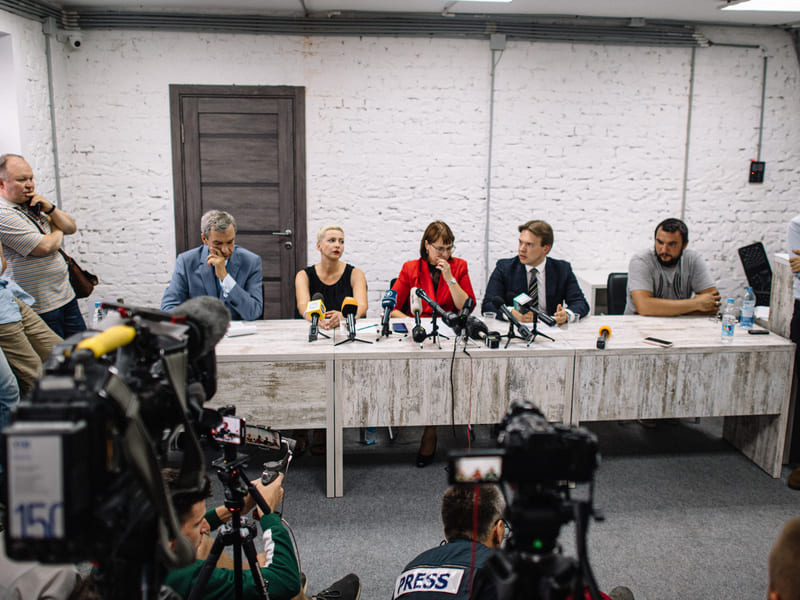
Перша прес-конференція Координаційної ради Білорусі

### Президентські вибори 2020
12 лютого 2020 року Ольга Ковалькова заявила про намір брати участь у президентських виборах в Білорусі.
Брала участь в праймеріз, які розпочалися 27 березня і завершилися 30 квітня. Їхньою метою було — визначити єдиного кандидата від опозиції і за їхніми підсумками Ковалькова отримала 1073 голосів. Таким чином, вона посіла третє місце.
20 травня 2020 року ЦВК зареєструвала ініціативну групу чисельністю 120 осіб. Але Ковалькова через пандемію COVID-19 збирати підписи за своє висування не збиралася.
В ході інтернет-опитувань від таких сайтів, як TUT.BY, Telegraf.by і білоруська служба Радіо Свобода, 20 — 26 травня рейтинг Ковалькової становив від 0,25 % до 0,37 %.
30 червня Центральна виборча комісія відхилила кандидатуру Ольги Ковалькової.
Незабаром вона стала довіреною особою кандидатки Світлани Тихановської.
17 серпня під час протестів 2020 року в Білорусі вона стала членом президії Координаційної ради білоруської опозиції, метою якого проголошена передача влади в рамках конституції.
21 серпня, наступного дня після відкриття кримінальної справи у зв'язку зі створенням ради щодо передачі влади, Ковалькову було затримано в мінському аеропорті при спробі вилетіти до Польщі, зі слів Марії Колесникової — щоб зустрітися з польським прем'єр-міністром. Відповідного підтвердження від Матеуша Моравецького не було.
25 серпня суд присудив Ользі 10 діб арешту.
6 березня 2023 року суд у Мінську заочно заочно засудив Ольгу Ковалькову до 12 років колонії.